# Szabolcs d'Ungheria
Szabolcs (fl. X secolo) fu un condottiero e capo politico ungaro del X secolo.
Nipote del capo ungaro Árpád e secondo alcuni storici suo successore. 
Sarebbe nato intorno al 907 e non apparteneva alla dinastia degli Arpadi.
Il suo nome sembra di origine ungherese, ma il suo significato rimane incerto.